# Oued Mellah
 (novembre 2021).
Pour les articles homonymes, voir Malleh (homonymie).
L'oued Malleh (oued signifie cours d'eau en arabe, malleh signifie sel) est un fleuve côtier marocain de la région de Casablanca. Son eau, comme celle de beaucoup d'oueds du Maroc, véhicule un peu de sel.

## Présentation

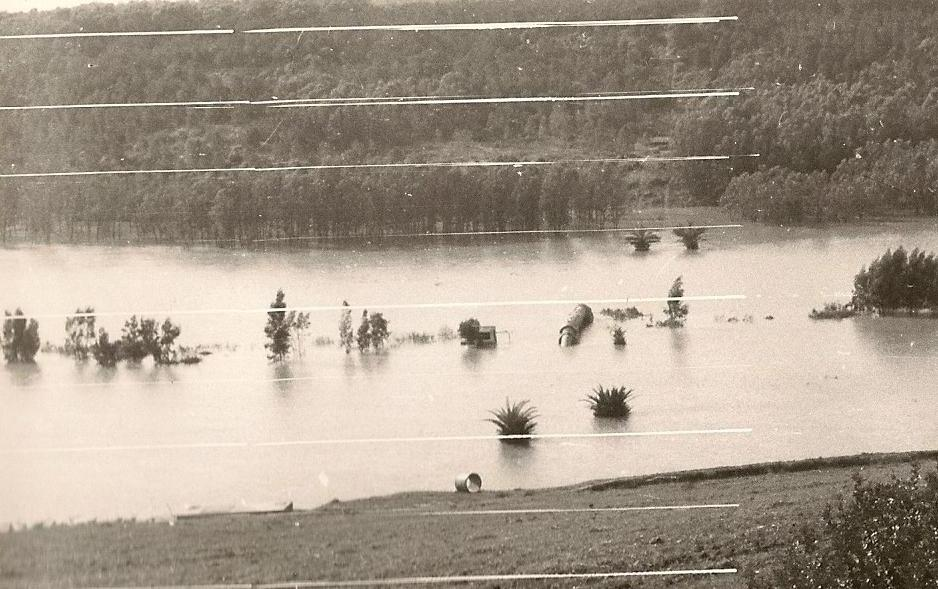
Crue de l'Oued Mellah de février 1964 au niveau de la route de Casablanca à Rabat (prise vers l'est) depuis le pont, sur la rive droite. On voit la conduite d'eau du Fouarat émerger

Sa vallée s'étend du massif de Khatouat à l'océan Atlantique, en traversant la Meseta côtière Marocaine d'est en ouest. Il s'agit de la première vallée traversée sur le chemin de Rabat depuis Casablanca, entre Aïn-Harrouda et Aïn-Tekki.
Il prend sa source à l'Aïn Soltane, dans les contreforts du Moyen Atlas, à 20 km au nord-ouest de Khouribga, près de la kasbah Moulay-Abd-el-Aziz, à 760 m d'altitude, sur le versant sud-est du massif du Khatouat. Tout au long de son cours (environ 160 km), depuis sa source, il reçoit les noms d'oued Zamrine, oued Zemrane et, au confluent avec l'oued EL Ateuch, il devient l'oued Mellah.
Il se jette dans l'océan Atlantique au sud de Mohammedia (ex Fédala). La route de Casablanca à Rabat descend en lacets serrés vers le fond d'une profonde vallée encaissée et travers sur un pont routier bas puis remonte encore en lacets. Ce pont est inondable lors des violentes crues hivernales de l'oued.

## Régions parcourues

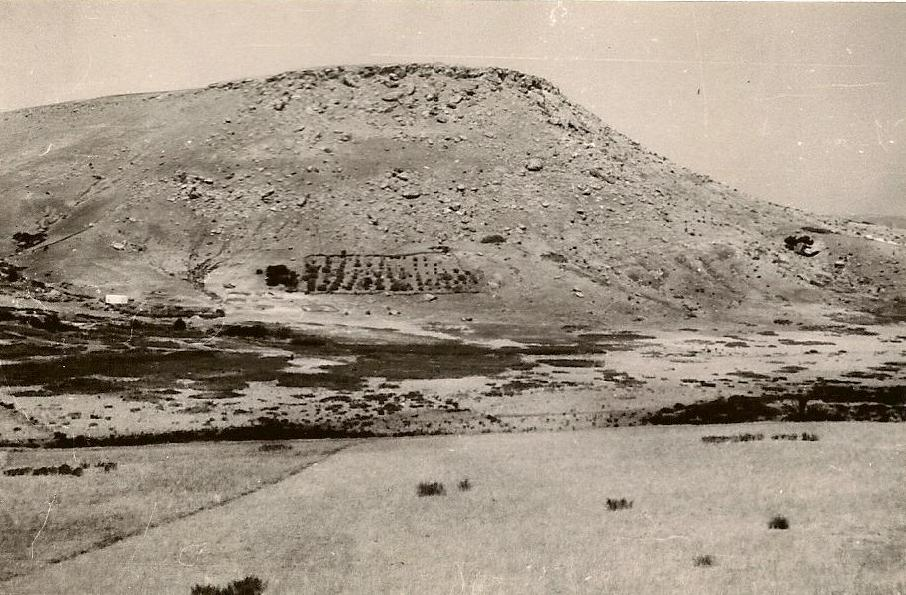
Au pied de la Koudiate el Gâada, vers la gauche (aval), vue de la plaine du lit majeur (début de la moyenne vallée)

De sa source à son embouchure, il traverse trois régions bien distinctes et d'importance relative différentes :
- le plateau central marocain (pays Zaër-Zayan) au pied du Moyen Atlas,
- la meseta côtière marocaine formant un ensemble de bas plateaux inclinés vers le littoral, allongés du nord-est au sud-ouest, depuis Rabat jusqu'à Casablanca,
- une étroite bande côtière, souvent interrompue et frangeant le rivage atlantique, en contrebas de la meseta du plateau central intérieur.

La moyenne vallée est coupée par un barrage mis en service en 1931, surélevé en 1940, servant de réservoir pour l'alimentation de la ville de Casablanca. Une station de traitement des eaux est située sur la plateau de la rive gauche.

## Aspect géologique
Le creusement de la vallée orientée SE-NW, dans le domaine de la méséta marocaine, révèle:
- un substratum ancien (allant du primaire au tertiaire),
- une couverture quaternaire.

Le socle paléozoïque plissé est une pénéplaine bien arase, gardant de place en place les terrains de l'Acadien et, par endroits, des lambeaux de Silurien.
Du nord-ouest au sud-est, on voit apparaître trois synclinaux courts, à fond très plat, séparés par des affleurement de terrains paléozoïques :
- trois affleurements paléozoïques anticlinaux
  - anticlinal 1, au niveau du pont de la route de Casablanca à Rabat,
  - anticlinal 2, au niveau du barrage,
  - flexure de la méséta et du plateau central (flexure de Settate) au pied du Khatouate,
- deux synclinaux compris entre les trois anticlinaux (voir ci-dessus) :
  - synclinal 1, essentiellement crétacé,
  - synclinal 2, triasique et crétacé (entre le barrage et le pied de la méséta).

On retiendra de cette structure, la présence de deux synclinaux dont l'axe est, en gros, perpendiculaire au cours du fleuve.

## Géomorphologie

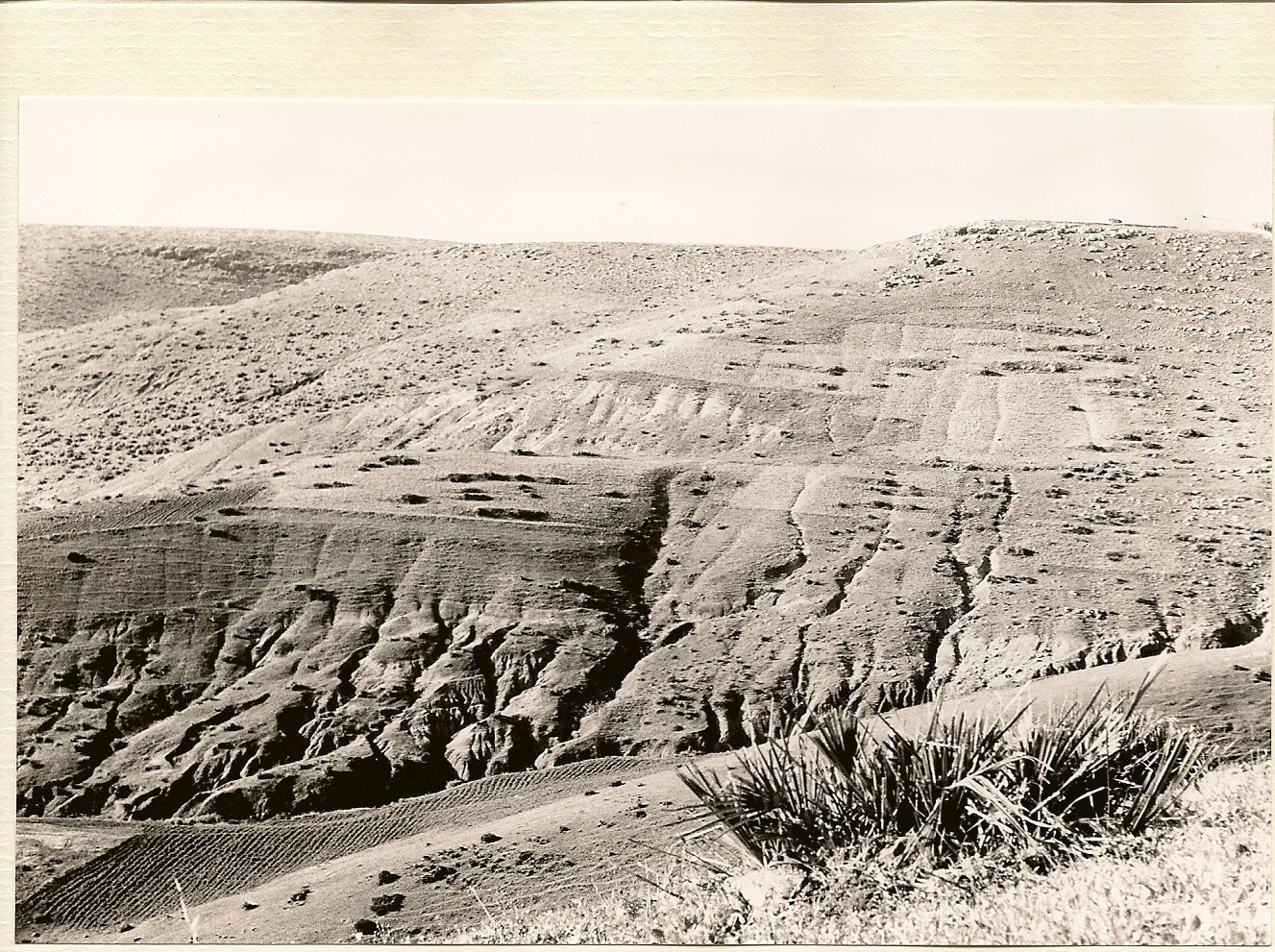
Vue prise depuis la route menant au lac du barrage situé en aval. On voit les profondes entailles (bad-lands) dans las argiles qui recouvrent les schistes siluriens.

Le soubassement géologique conditionne les différents paysages géomorphologiques. Au pied du Khatouat, le fleuve traverse un système de failles et de flexures faillées géologiques orientées WSW-ENE plus connu sous le nom de flexure de Zettat. Cette flexure correspond à un changement dans la pente et coïncide avec un nouvel ensemble de conditions géologiques.
Dans on cours moyen, sur la surface du plateau, le fleuve a creusé une profonde entaille (boutonnière) dont l'aspect et modifié localement par le soubassement géologique. On trouve deux paliers qui marquent une rupture de pente.
À partir du barrage, la vallée s'évase jusqu'aux approches des gorges ou le fleuve doit franchir le verrou d'un anticlinal pour passer de son cours moyen à son cours inférieur au niveau du pont de la route Casablanca-Rabat). Le fond de la vallée entre le barrage et le verrou est occupé par de petites exploitations de maraîchers.
Au débouché sur la plaine côtière, le fleuve s'élargit et se met à serpenter en de larges méandres, dans un paysage marécageux.

## Aspect phytogéographique
Selon la carte phytogéographique du Maroc au 1:1 500 000e, la vallée de l'Oued Mellah traverse, de sa source vers son embouchure :
- la zone à Callitris (Tetraclinis) articulata, au pied du Khatouate
- la zone à Olea europaea-Pistacia lentiscus-Chamaerops humilis, en moyenne vallée,
- la zone à Quercus suber,
- la zone à végétation halophile (en arrivant sur la côte.

S'agissant d'une carte à grande échelle, le degré de perception ne permet pas de situer la portion de la moyenne vallée qui va du barrage au pied du massif du Khatouate et qui, localement, appartient à la zone à Zizyphus lotus-Acacia gummifera. Cette zone est située au sud-est du barrage. Il y a un biome terrestre entre l'amont du barrage et les contreforts du Khatouat : l'enclave de végétation aride à Acacia gummifera qui occupe le versant de la rive droite et le lit majeur du fleuve avec Zizyphus lotus.

## Aspect bioclimatique

### Pluviométrie
Selon la carte des précipitations établie pour la période 1925-1950, la région comprise entre le pied du Khatouat et Mohammedia recevait en moyenne, par an, selon le tableau suivant :
| Station météo | Altitude en mètre | Pluviométrie moyenne en mm |
| ------------- | ----------------- | -------------------------- |
| El-Khatouate  | 700               | 535                        |
| El-Gara       | 360               | 356                        |
| Le-Barrage    | 110               | 300                        |
| Sidi-Larbi    | 110               | 397                        |
| Mohammedia    | 10                | 410                        |

### Indices climatiques
Selon les travaux de Louis Emberger, « Les plaines argileuses du détroit sud-rifain et les  tirs du pays Zaer et de la Chaouia sont, ou plutôt étaient, occupés par une forêt basse ou une brousse à Olea, Pistacia Lentiscus ou Pistacia atlantica et Chamerops humilis. ». La région traversée par la moyenne et la basse vallée de l'oued Mellah font partie de l'ensemble Zaer-Chaouia décrit par cet auteur. La brousse à Olivier-Pistachier se situe dans l'étage bioclimatique méditerranéen semi-aride.

## Hydrologie
Les crues de l'oued Mellah sont soudaines et assez violentes, en rapport avec la saison humide. Il convient de distinguer deux sortes de régimes :
- des crues peu importantes, assez fréquentes, avec de petits débordements, ou crues de faible ampleur,
- des crues importantes, assez rares, durant seulement quelques jours et donnant lieu à des débordements spectaculaires.

Le débit du fleuve est irrégulier, le barrage joue un rôle régulateur trop faible, il est vite saturé.

### Qualité des eaux
Les analyses effectuées au pont de l'oued El Hassar et à la retenue du Barrage (montrent de fortes teneurs en ions sodium et chlore. La source qui sortait sur la rive gauche, en amont du barrage avait une forte teneur en chlorure de sodium (187 g/l). En 1964, le canal de dérivation qui conduisait cette eau en aval du barrage était hors d'usage. Les arboriculteurs situés en aval du barrage et qui utilisent l'eau de l'oued doivent surveiller étroitement les teneurs en sel en saison estivale.

### Limnologie
Selon des documents récents publiés par trois chercheurs marocains, le lac en amont du barrage est eutrophisé.

### Utilisation touristique
Le plan d'eau du lac produit une évaporation intense qui en fait un endroit relativement frais. Les fins de semaine amènent sur les rives du lac des promeneurs et des baigneurs. Les retours vers Mohammedia par la route qui longe la vallée, en aval du barrage, sont une opportunité d'achats de fruits et légumés produits par les maraîchers installés là.
Le lac servait en 1976 de base nautique à la pratique du windsurf.

## Aspect botanique
À environ 30 km de la mer, la vallée pénètre dans une profonde gorge barrée coupée par un barrage. Ce barrage sert à capter l'eau pour alimenter la ville de Casablanca. Derrière ce barrage,vers l'amont, la vallée s'élargit. On trouve là, sur la rive nord (rive droite) sur des argiles rouges triasiques salées, une population d'une quinzaine de Gommiers marocains (gommier marocain). Sur la rive sud (rive gauche, un captage avait été installé afin de détourner les eaux d'une source salée qui étaient exploitées dans des saline.

### Cultures
Le plateau de la meseta est recouvert par de riches sols noirs, les tirs. Ces sols ont été cultivés depuis les débuts de la colonisation et les apports d'engrais de toutes sortes ont certainement beaucoup contribué à l'eutrophisation du cours d'eau et de son lac de barrage.

### Végétation ligneuse
La végétation ligneuse qui subsiste dans de nombreux endroits préservés (les cimetières, les sources et les alentours des koubas de marabouts) est riche en espèces qui ont poussé là depuis des temps immémoriaux.
Nous ne donnerons ici que quelques spécimens remarquables.

#### Le gommier marocain

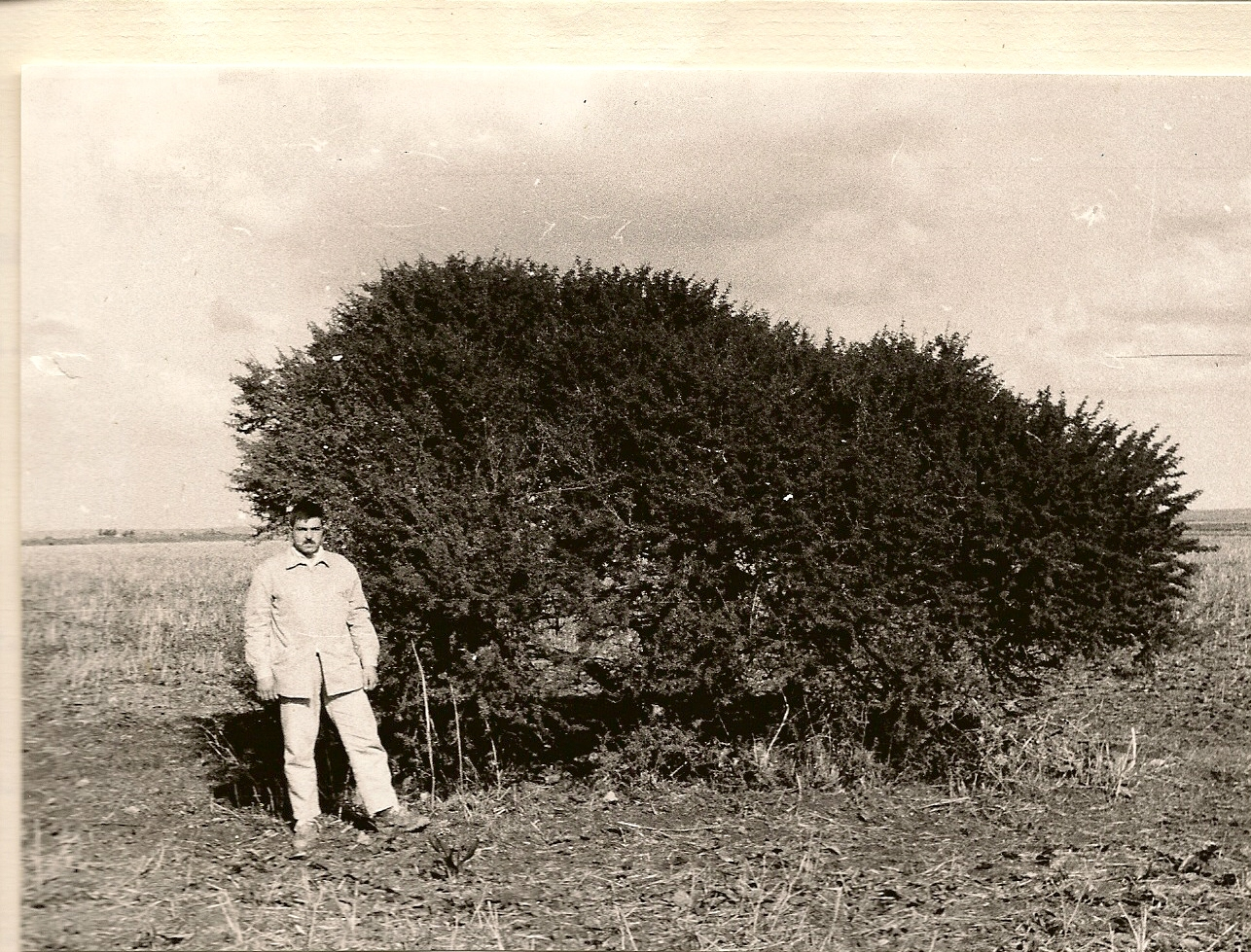
Oued Mellah Acacia gummifera préservé en bordure de la route de Souk-el-Tnine à El-Jemâa

Acacia gummifera Willd. (ou Gommier marocain) est une relique qui doit encore subsister dans la région. C'est une espèce endémique et les marocains la désignent sous le nom de talh bledi pour la différencier d'un autre acacia introduit (Acacia horrida) à longues épine blanches désigné comme talh roumi (le gommier des européens). Ce dernier atteint une taille double de celle d'Acacia gummifera. La photo montre un arbre isolé et préservé d'Acacia gummifera, lequel a vraisemblablement atteint sa taille maximale dans un lieu protégé (marabout ?).

#### L'oléastre
Olea europaea subsp. oleaster ou Oléastre (zebbouj en arabe) est présent de ci, de là, sur le plateau et parfois dans le fond de la vallée.

#### Le palmier nain

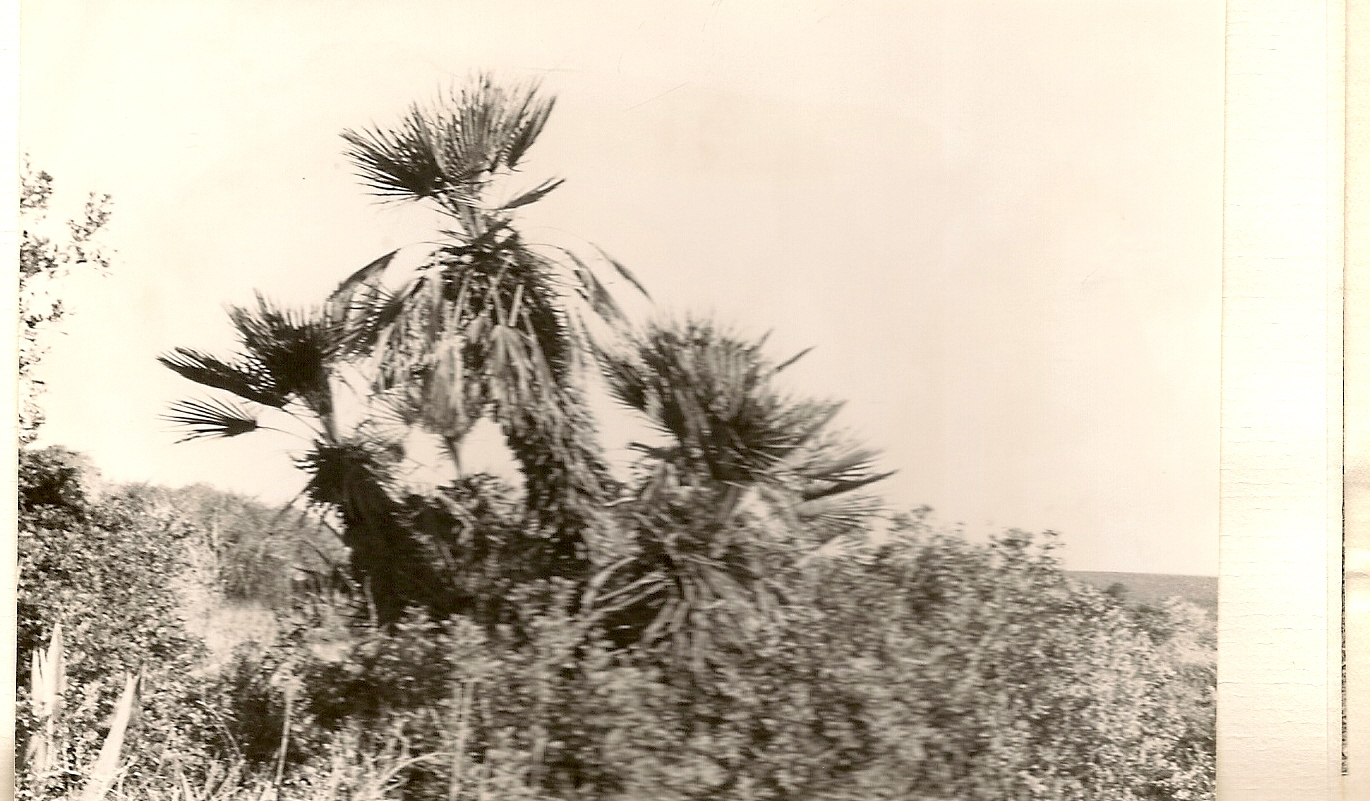
Chamaerops humilis oued Mellah, marabout de Sidi-Bouchaïb

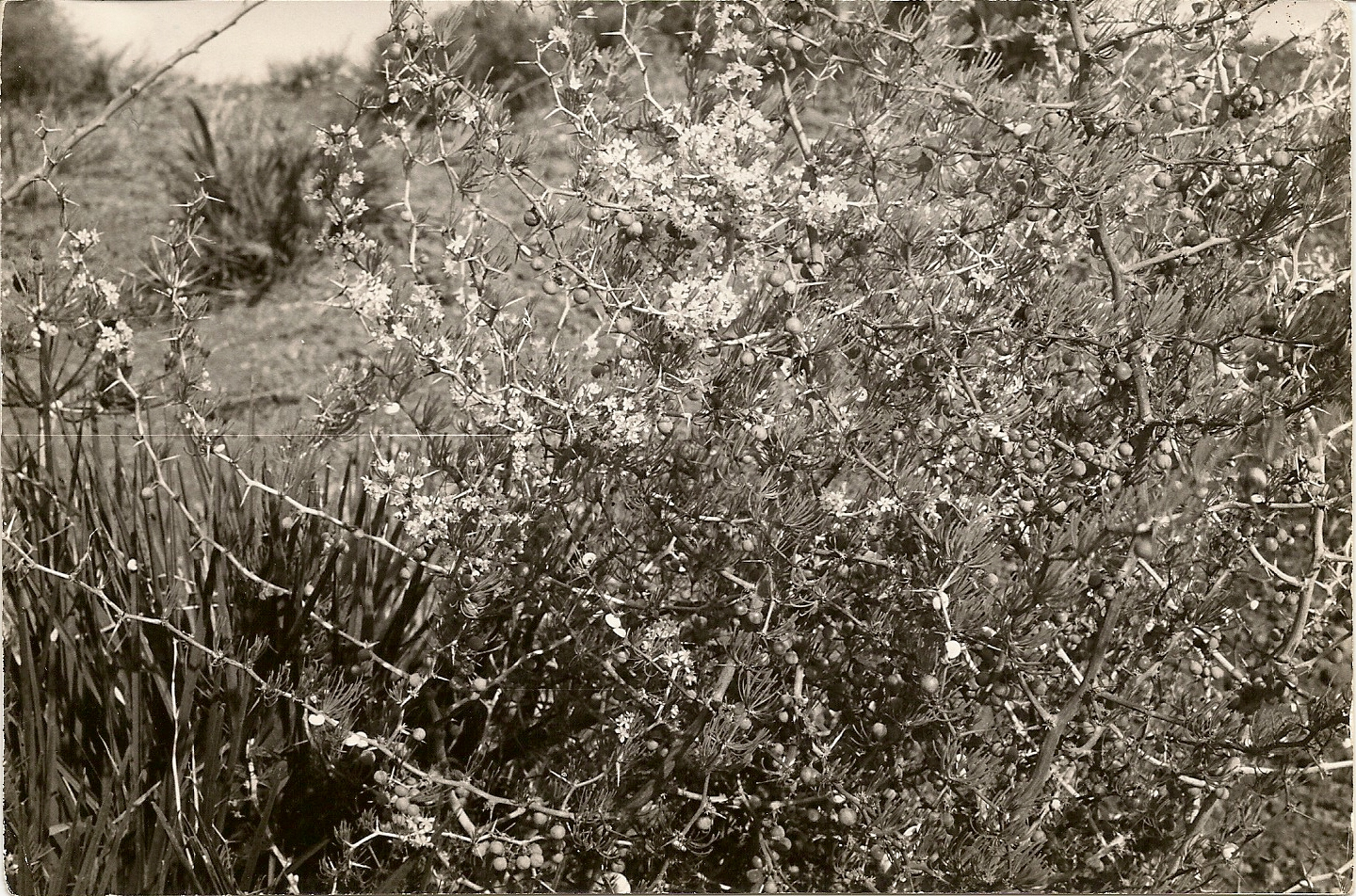
Oued Mellah Asparagus albus et Chamaerops humilis brouté

Chamaerops humilis ou Palmier nain (doum en arabe) est un végétal nain car il est brouté régulièrement par les troupeaux. Dans les cimetières qui entourent les koubas des marabouts, les pieds sont préservés et se développent pour atteindre leur taille maximale, soit 2 à 3 mètres.

#### Le jujubier
Ziziphus lotus ou Jujubier (Sder en arabe) est un buisson épineux qui a été largement défriché sur les zones cultivées. Il en subsiste quelques exemplaires qui ont développé un tronc ligneux. L'enracinement de ce végétal est prodigieux.

#### Le Rtem

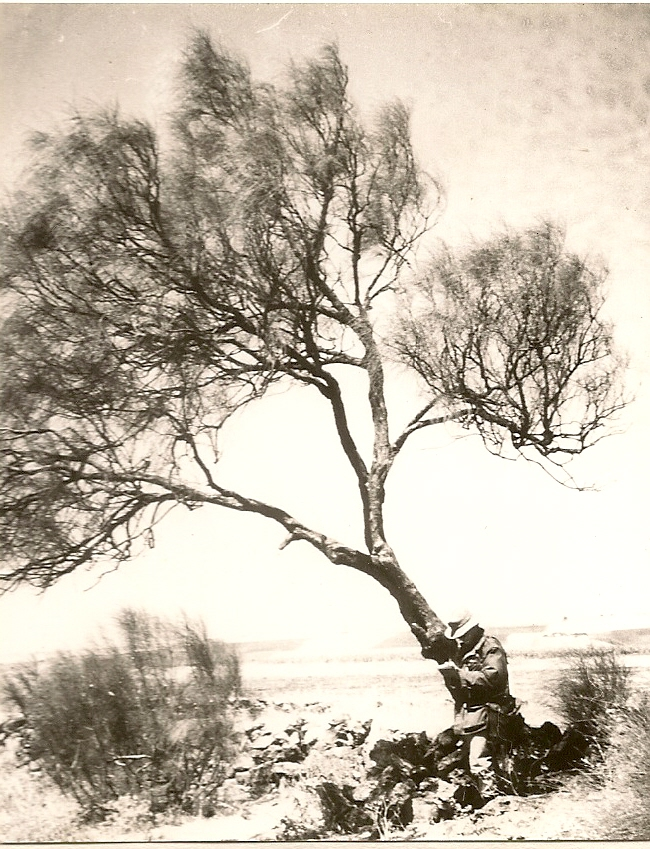
Spécimen de Retama monosperma arborescent préservé, certainement sur l'emplacement d'un ancien marabout (tombe), sur la Koudiat El-Gaada. L'arbre sert de repère géodésique.

Retama monosperma (L.) Lam. ou genêt blanc (rtem en arabe) est un arbuste qui a été larement exploité pour son bois par les charbonniers. On peut en trouver çà et là. Un exemplaire (voir photo) a pu se développer tranquillement au sommet de la Koudiat El Gaâda. En comparaison avec le spécimen arborescent, un spécimen buissonnant (en Espagne).